# ФК Тун
ФК Тун 1898 (на немски: Fussballclub Thun 1898) е швейцарски футболен клуб от град Тун, кантон Берн. Основан е през 1898 г. и се състезава в най-високото ниво на швейцарския клубен футбол Швейцарската Суперлига.

## Успехи
Швейцарска Суперлига:
- Вицешампион (1): 2004/05

 Купа на Швейцария:
- Финалист (2): 1954/55, 2001/02
- Чалъндж лига (2 ниво)
  -  Шампион (1): 2009/10

## Известни бивши футболисти
- Марко Вьолфли
- Александер Фрай
- Адалтон Жувенал
- Антонио Дос Сантос
- Серж Йофу
- Любомир Гулдан

## Български футболисти
- Марио Кирев: 2010 (наем) - (0 мача - 0 гола)